# Michele D'Aquino
Michele D'Aquino (Anzi, 17 maggio 1870 – Roma, 19 febbraio 1956) è stato un magistrato e politico italiano.

## Biografia
Inizia la carriera in magistratura nel 1893, destinato dopo l'uditorato alla Procura generale del Re presso il tribunale di Napoli. Dal 1897 al 1913 è pretore a Potenza, Napoli, Eboli e Sala Consilina. È stato presidente del Tribunale di Napoli, primo presidente della Corte d'appello di Bologna e presidente di sezione della Corte di cassazione. Dopo il ritiro per limiti di età entra a far parte del Consiglio superiore della magistratura. Nominato senatore del Regno nel 1939, è stato vice-presidente dell'assemblea. 
Muore il 19 febbraio 1956 all'età di 85 anni.